# جيمس روبنسون (عداء المسافات المتوسطة)
جيمس روبنسون (بالإنجليزية: James Robinson)‏ هو عداء مسافات متوسطة أمريكي، ولد في 27 أغسطس 1954 في أوكلاند في الولايات المتحدة.

## وصلات خارجية
- جيمس روبنسون على موقع الاتحاد الدولي لألعاب القوى (الإنجليزية)
- جيمس روبنسون على موقع أوليمبيديا (الإنجليزية)